# Tübingen Hauptbahnhof
Tübingen Hauptbahnhof vasútállomás Németországban, Tübingen városában.

## Vasútvonalak
Az állomást az alábbi vasútvonalak érintik:
- Plochingen–Tübingen-vasútvonal (KBS 760)
- Ammertalbahn (KBS 764)
- Tübingen–Sigmaringen-vasútvonal (KBS 766)
- Obere Neckarbahn-vasútvonal (KBS 774)

## Kapcsolódó állomások
A vasútállomáshoz az alábbi állomások vannak a legközelebb:
- Kiebingen railway stop (Pforzheim Hauptbahnhof, RB 74 (BW))
- Tübingen-Derendingen (Sigmaringen train station, Tübingen–Sigmaringen-vasútvonal)
- Tübingen West station (Herrenberg station, Ammertalbahn)
- Tübingen-Lustnau railway station (Bahnhof Plochingen, Plochingen–Tübingen-vasútvonal)